# وادي الشوكي
وادي الشوكي من أودية نجد وسط السعودية، وهو أحد أودية العرمة الشمالية ينحدر من قمتها مشرقاً ويصب في روضة التنهات، والشوكي وادي طوله يزيد على (65 كم) وعرض (1 كم) وتكثر فيه أشجار الطلح، وهو وادي ذو طبيعية خلابة، وهو أكثر أودية العرمة غدراً ففيه غدير المقارن وغدير عفتان وغدير لويحق وغدير أبي شظو وغدير الخرايق. ويعتبر من أجمل الأماكن البرية جمالاً ونقاءً يجمع ما بين الجبال والرمال والاشجار والغدران ويوجد به أنواع كثيرة من النباتات ويقع على ارتفاع 400 متر عن سطح البحر.